# اعلامیه آزادی بردگان

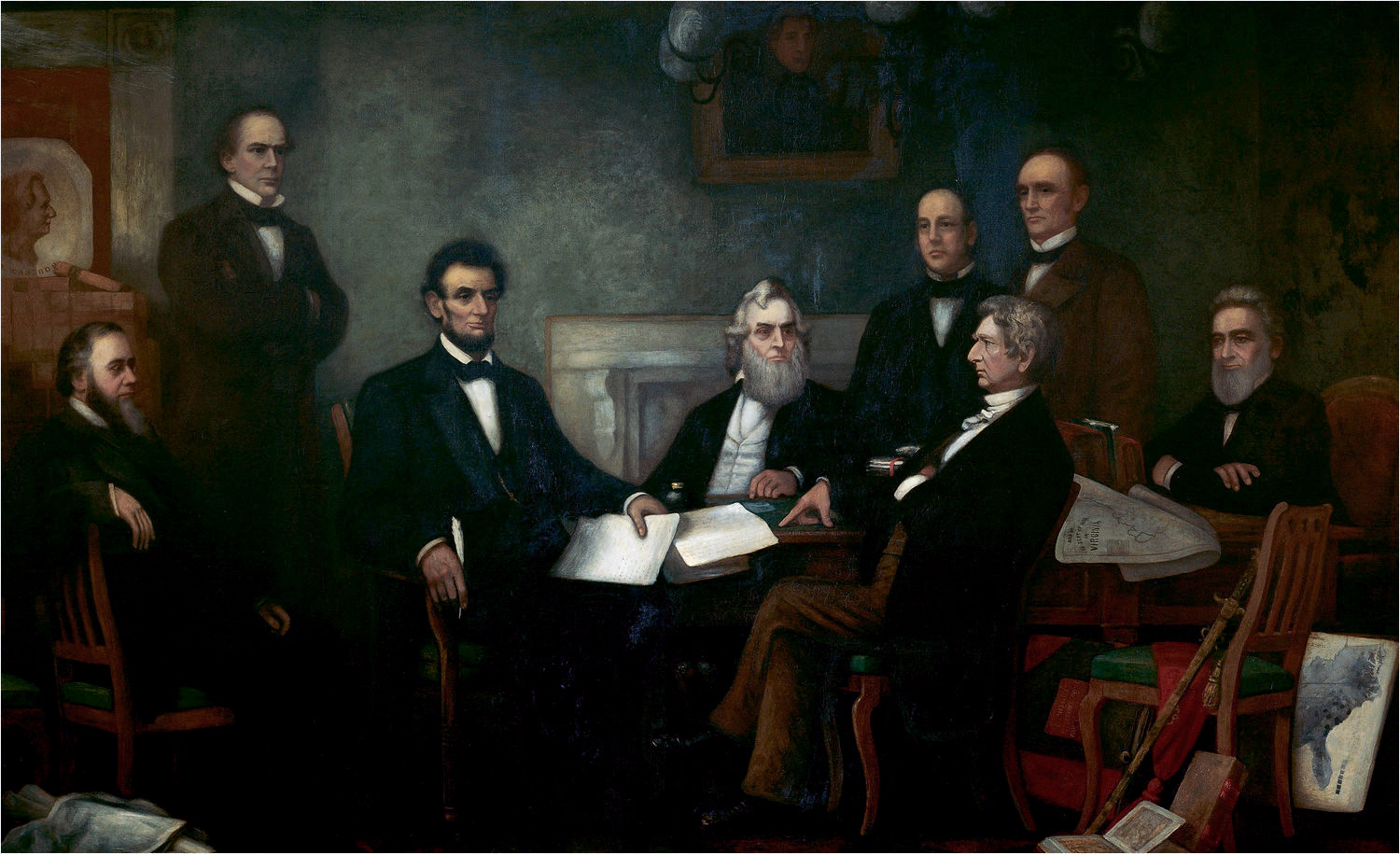
لینکن در ۲۲ ژوئیه ۱۸۶۲ برای قرائت نخستین پیش‌نویس اعلامیهٔ آزادی با کابینه‌اش دیدار کرد. از چپ به راست: ادوین استانتون، سالمون چیس، آبراهام لینکلن، گیدئون ولز، کالب اسمیت، ویلیام سودارد، مونتگمری بلر و ادوارد بتس.

اعلامیهٔ آزادی بردگان (به انگلیسی: Emancipation Proclamation) از فرمان‌های مهم آبراهام لینکلن، شانزدهمین رئیس‌جمهوری ایالات متحده است که آن را در اوج جنگ داخلی آمریکا صادر کرد و سپس در قانون اساسی ایالات متحده آمریکا مُدوّن ساخت.
این فرمان دو قسمت است.

## مقدمه
کنگرهٔ آمریکا در ژوئیهٔ ۱۸۶۲ با تصویب قانون دوم توقیف، بردگان را آزاد ساخت. هدف قانون این بود که شورشیان را که تحت رهبری و کنترل برده‌داران بودند تضعیف کند. این امر نهاد قانونی برده‌داری را لغو نمی‌کرد (کاری که اصلاحیهٔ ۱۳اُم انجام داد)، اما نشان می‌دهد که لینکن از حمایت کنگره در آزادسازی بردگانی که تحت مالکیت شورشیان بودند برخوردار بود. لینکلن قانون جدید را از طریق اعلامیهٔ آزادی اجرا کرد.
لینکن به دلیل خاتمه دادن به برده‌داری در آمریکا مشهور است. دیدگاه‌های او در مورد نقش دولت فدرال در امر برده‌داری بسیار پیچیده‌است. پیش از این که کشورهای هم‌پیمان از اتحادیه جدا شوند، لینکن با گسترش برده‌داری در مناطق تاریخی ایالات متحده که تحت قدرت و اختیار کنگره بودند به مبارزه پرداخت. با این حال، او اظهار داشت که دولت فدرال نمی‌تواند از نظر قانون اساسی برده‌داری را در ایالت‌هایی که از قبل برده‌داری داشتند متوقف سازد (این امر سبب شد لینکلن در امر برده‌داری فردی میانه‌رو به حساب آید). در سال‌های ۱۸۶۱ و ۱۸۶۲، لینکن این مسئله را روشن ساخت که شمال به جنگ تن در داد تا اتحادیه پابرجای بماند نه این که برده‌داری خاتمه یابد. آزاد کردن برده‌ها در سال ۱۸۶۲ اقدامی جنگی بود که شورشیان را با از میان بردن پایهٔ اقتصادی قشر هدایت‌کننده تضعیف می‌کرد. طرفداران الغای بردگی، لینکلن را به خاطر این که نتوانست برای الغای کامل بردگی موضع بگیرد، مورد انتقاد قرار می‌دادند. در ۲۲ اوت ۱۸۶۲، چند هفته پیش از امضای اعلامیهٔ آزادی و پس از این که اعلامیه پیش‌نویس شده بود، لینکلن در جواب مقاله‌ای از هوراس گریلی که خواستار الغای فوری بردگی شده بود طی نامه‌ای پاسخ داد:
«من اتحادیه را حفظ می‌کنم. با کوتاه‌ترین راه ممکن از طریق قانون اساسی آن را حفظ می‌کنم. به زودی اقتدار ملی دوباره باز خواهد گشت و به زودی اتحادیه دوباره همان اتحادیهٔ پیشین خواهد شد. اگر کسانی باشند که نخواهند جز با از بین بردن برده‌داری به حفظ اتحادیه کمک کنند، من با آن‌ها موافقت نخواهم کرد. هدف اصلی من در این مبارزه این است که اتحادیه را حفظ کنم، نه این که برده‌داری را حفظ کنم یا از بین ببرم. اگر می‌توانستم اتحادیه را بدون آزاد کردن هیچ برده‌ای حفظ کنم این کار را می‌کردم، اگر می‌توانستم اتحادیه را با آزاد کردن تمام بردگان حفظ کنم این کار را می‌کردم، و اگر می‌توانستم اتحادیه را با آزاد کردن گروهی از بردگان و برده نگه داشتن گروهی دیگر حفظ کنم باز هم این کار را می‌کردم، هر آنچه در مورد برده‌داری و نژاد رنگین انجام دهم، بدین دلیل انجام می‌دهم که فکر می‌کنم می‌تواند به حفظ اتحادیه کمک کند… من بدین وسیله هدفم را بر طبق وظیفهٔ رسمی‌ام اعلام کردم و قصد ندارم هیچ گونه تغییری در آرزوی شخصی‌ام که بارها ابراز داشته‌ام مبنی بر این که تمامی انسان‌ها در هر کجا که باشند آزادند ایجاد کنم.»

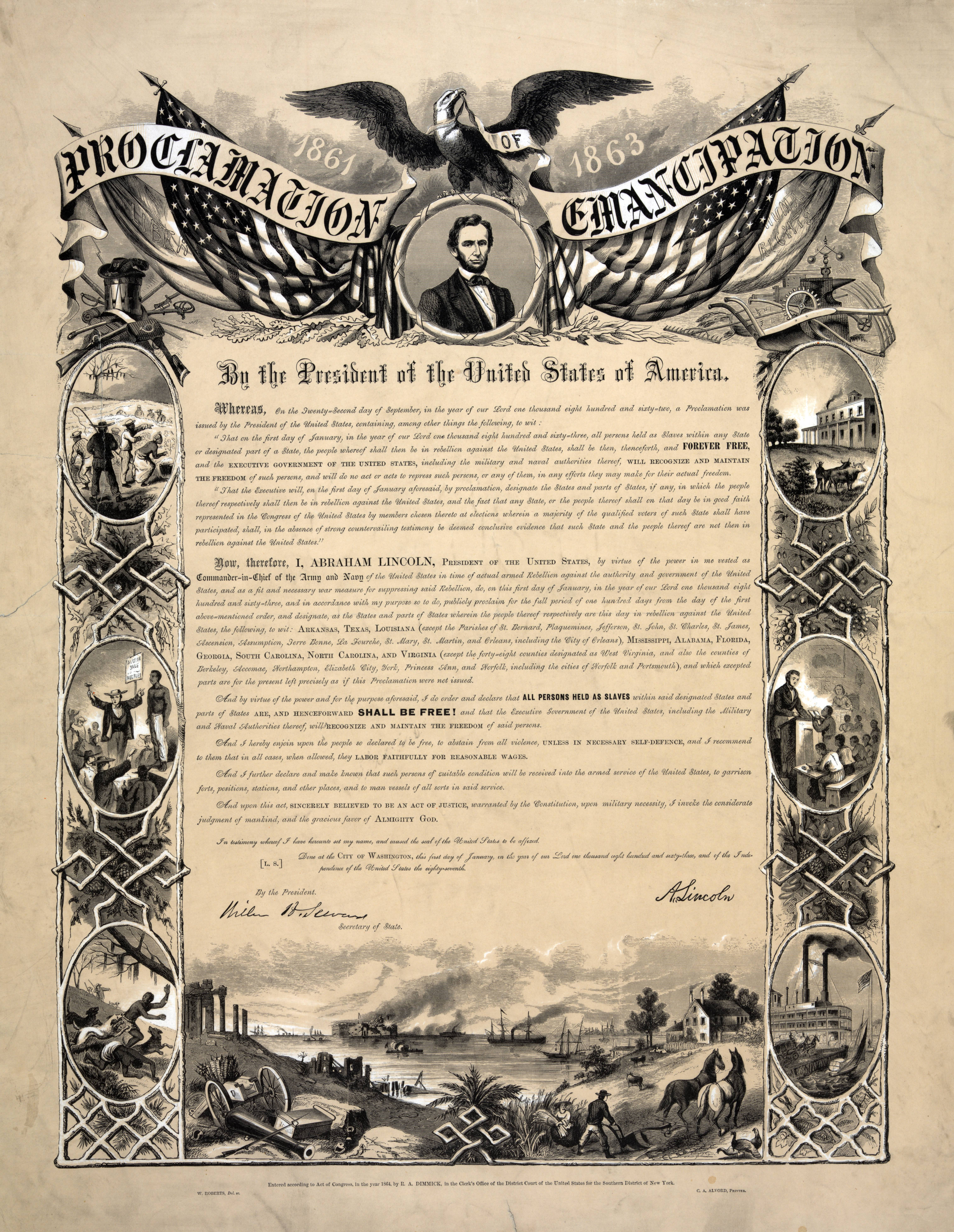
متن فرمان

اعلامیهٔ آزادی که در دو بخش در ۲۲ سپتامبر ۱۸۶۲ و یکم ژانویهٔ ۱۸۶۳ صادر شد بردگان را در مناطقی که تحت کنترل اتحادیه نبودند آزاد کرد. ایالات مرزی که در آن‌ها همچنان برده‌داری رواج داشت، مشمول اعلامیه نمی‌شوند و بر طبق اعلامیه، در نخستین روز یعنی یکم ژانویهٔ ۱۸۶۳ تنها چندین بردهٔ فراری آزاد شدند. اما با پیشروی ارتش اتحادیه به سمت جنوب، تعداد بیشتری از بردگان آزاد می‌شدند تا این که تعداد بردگان آزاد شده به صدها هزار رسید (آمار دقیق مشخص نیست) لینکلن بعدها گفت: «هرگز در تمام زندگی‌ام نسبت به زمانی که این اعلامیه را امضا کردم، در مورد درستی کاری که انجام می‌دادم این قدر مطمئن نبودم.» اعلامیه، الغای برده‌داری را در ایالات شورشی هدفی رسمی برای جنگ قرار داد و انگیزه‌ای شد برای تصویب اصلاحیهٔ سیزدهم قانون اساسی آمریکا که برده‌داری را در سرتاسر کشور لغو می‌نمود. لینکلن عامل اصلی این اصلاحیه بود. او طی نامه‌ای به آلبرت هاجز، در سال ۱۸۶۴، مسئلهٔ هم‌خوانی عدم تناقض میان موضع اولیه‌اش و موضعی که بعداً در مورد الغای برده‌داری اتخاذ کرد را مورد بررسی قرار داد.
لینکن برای مدتی بر روی طرح‌هایی جهت ایجاد (کلنی‌هایی در آفریقا و جنوب آمریکا برای حدود ۴ میلیون بردهٔ آزاد شده، کار می‌کرد. او در اعلامیهٔ آزادی با اشتیاق در مورد اسکان دادن به برده‌ها اظهار نظر کرد، اما تمامی تلاش‌هایش برای انجام چنین کار بزرگی به ناکامی منتهی شد. فردریک داگلاس می‌گوید: «لینکن مرد بزرگی بود که من در آمریکا با او آزادانه صحبت کردم، بدون این که حتی یک بار به تفاوت میان من و خودش، به تفاوت رنگ، اشاره کند.»

## اختیارات

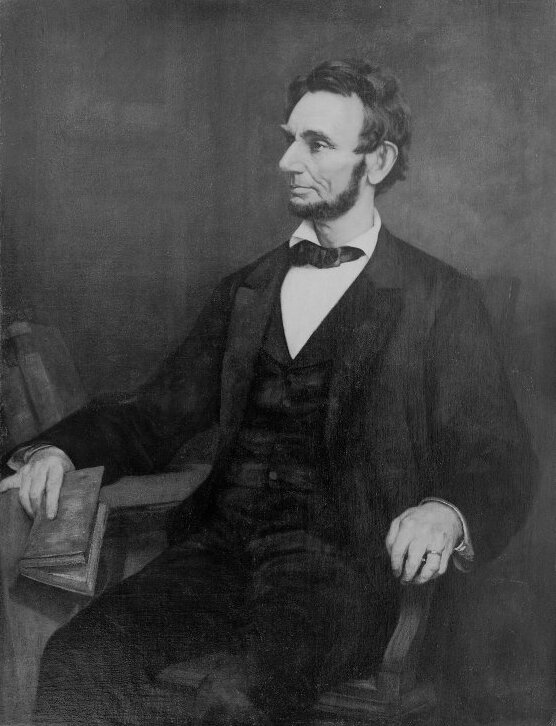
تصویر آبراهام لینکلن در موزهٔ بروکلین آمریکا

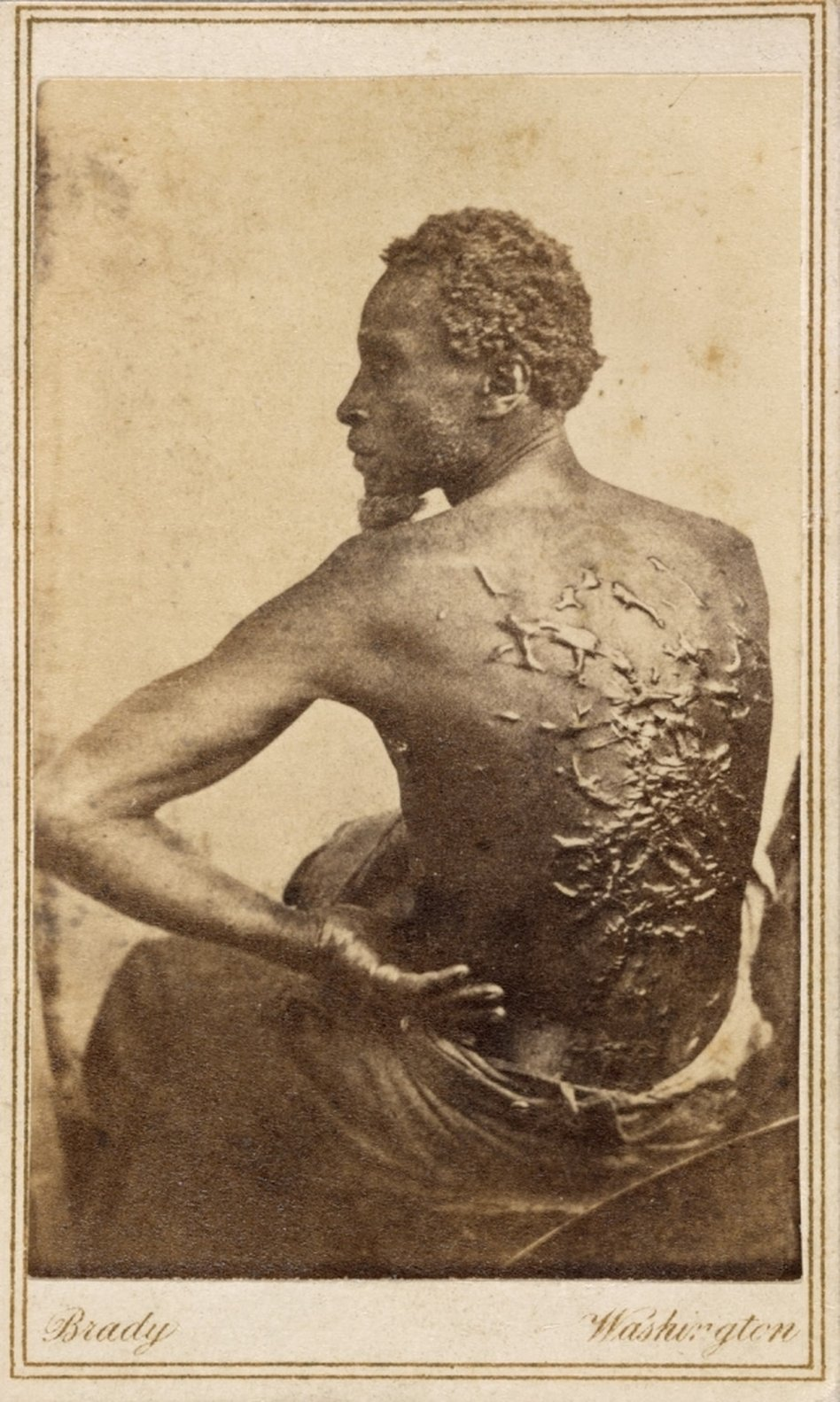
عکسی که طرفداران الغای بردگی برای نشان‌دادن بی‌رحمی برده‌داران منتشر کردند.

قانون اساسی آمریکا در سال ۱۷۸۷ دیگر واژهٔ برده را نداشت اما مقررات متعددی را حاوی بود که از افراد غیر آزاد می‌گفت؛ مثلاً سهمیهٔ هر منطقه در کنگره را بر حسب تمامی نفرات آزاد و سه پنجم نفرات غیر آزاد می‌گذاشت.
بعدها ابراهام لینکلن متوجه شد که قانون اساسی مربوط به پیش از سال ۱۸۶۵ قدرت دولت فدرال برای پایان دادن به برده‌داری در زمان صلح را محدود کرده‌است. با بهره‌گیری از پیروزی جنگ داخلی آمریکا لینکلن همچنین از اختیاراتش به عنوان رئیس‌جمهور در وتوی مصوبات کنگرهٔ ایالات متحده آمریکا و با استفاده از اصل دوم قانون اساسی ایالات متحده آمریکا اعلامیهٔ آزادی بردگان را صادر کرد.
در چهار ایالت که در شورش هم نبودند لینکلن قدرت فرماندهٔ کل قوا را نداشت. بنا بر این در اعلامیهٔ آزادی بردگان نامی از کنتاکی، مریلند، دلاور و میسوری برده نشد. در ایالت ویرجینیای غربی برده داری همچنان قانونی ماند اما در پروسه ملغی شدن بود.
در ابتدای جنگ آمار برده‌ها در جنوب به چهار میلیون می‌رسید. بعضی ایالاتی که به برده‌داری ادامه دادند تمایل به جدا شدن از ایالات متحده داشتند.

## پوشش
ابلاغیهٔ لغو بردگی در ده ایالتی که در سال ۱۸۶۳ همچنان در شورش بودند فراگیر شد، اما شامل حدود ۵۰۰٬۰۰۰ برده در ایالاتی که هنوز برده داشتند، نشد (میسوری، کنتاکی، مریلند یا دلاور). در ایالت تنسی که به زیر کنترل اتحادیه برگشت معافیت‌هایی اعمال شد. ایالت ویرجینیا پوشش گرفت، اما برای ۴۸ بخش آن که بعدها ویرجینیای غربی را تشکیل دادند معافیت‌هایی اعمال شد.

## پیشینهٔ موضوع

### اقدام نظامی پیش از اعلامیه
قانون ۱۸۵۰ مربوط به برده‌های فراری همهٔ افراد را ملزم می‌ساخت برده‌های فراری را به صاحبان آن‌ها برگردانند. در میانهٔ جنگ ژنرال‌هایی مانند بنجامین باتلر اعلام داشتند که برده‌ها در مناطق اشغال شده همچون غنائم هستند و از برگرداندن آن‌ها خودداری کردند.